# Südliche Burgberghänge, Weinberge bei Holenberg und Rühle
Die Südlichen Burgberghänge, Weinberge bei Holenberg und Rühle sind ein Naturschutzgebiet in den niedersächsischen Gemeinden Bevern, Golmbach und Holenberg in der Samtgemeinde Bevern und der Stadt Bodenwerder in der Samtgemeinde Bodenwerder-Polle im Landkreis Holzminden.

## Allgemeines
Das Naturschutzgebiet mit dem Kennzeichen NSG HA 166 ist circa 177 Hektar groß. Es umfasst die bisherigen Naturschutzgebiete „Südliche Burgberghänge“, „Weinberg bei Holenberg“ und „Weinberg bei Rühle“. Auf die „Südlichen Burgberghänge“ entfallen 120 Hektar, auf den „Weinberg bei Holenberg“ 43 Hektar und auf den „Weinberg bei Rühle“ 14 Hektar. Das Naturschutzgebiet ist Bestandteil des FFH-Gebietes „Burgberg, Heinsener Klippen, Rühler Schweiz“, die Teilflächen „Südliche Burgberghänge“ und „Weinberg bei Holenberg“ sind zusätzlich Bestandteil des EU-Vogelschutzgebietes „Sollingvorland“. Das Naturschutzgebiet wurde zum 10. Dezember 2020 ausgewiesen. Zuständige untere Naturschutzbehörde ist der Landkreis Holzminden.

## Beschreibung
Das aus drei Teilflächen bestehende Naturschutzgebiet liegt nordöstlich von Holzminden im Sollingvorland innerhalb des Naturparks Solling-Vogler. Die Teilflächen werden teilweise von Waldgesellschaften und teilweise von Trocken- bzw. Magerrasen und Grünlandflächen auf oft flachgründigen und überwiegend in südliche Richtungen exponierten Standorten auf Unteren Muschelkalk eingenommen. Im Teilgebiet „Südliche Burgberghänge“ schließen sich daran Standorte auf Röt des Oberen Buntsandsteins an.
Die Wälder sind vielfach als naturnahe Buchenwälder oder Eichen-Hainbuchenwälder ausgeprägt. Am Bremkebach, der das Teilgebiet „Weinberg bei Holenberg“ nach Westen begrenzt und von einem am Weinberg entspringenden Quellbach gespeist wird, sind schmale Auwälder ausgebildet.
Die Buchenwälder sind als Waldmeister- oder Orchideen-Kalk-Buchenwälder ausgebildet. Dominierende Baumart ist die Rotbuche. Stellenweise sind ihr Stieleiche, Esche, Vogelkirsche, Bergahorn und Hainbuche bzw. Esche, Stieleiche, Elsbeere, Hainbuche, Bergahorn, Feldahorn, Bergulme und Eibe beigemischt. Die Krautschicht der Waldmeister-Buchenwälder wird von Gewöhnlichem Seidelbast, Hohlem Lerchensporn, Märzenbecher, Buschwindröschen, Gelbem Windröschen, Gewöhnlicher Goldnessel, Leberblümchen, Hoher Schlüsselblume, Waldveilchen, Waldmeister, Waldbingelkraut, Vielblütiger Weißwurz, Bärlauch, Waldsegge, Waldgerste, Einblütigem Perlgras, Waldflattergras, Waldfrauenfarn und Gewöhnlichem Wurmfarn gebildet. In den Orchideen-Kalk-Buchenwäldern siedeln in der Krautschicht Fingersegge, Blaugrüne Segge, Bergsegge, Nickendes Perlgras, Kalkblaugras, Ackerglockenblume, Weißes Waldvöglein, Schwertblättriges Waldvöglein, Rotes Waldvöglein, Braunrote Stendelwurz, Schwalbenwurz, Echte Schlüsselblume und Raues Veilchen.
Die Eichen-Hainbuchenwälder werden von Stieleiche und Hainbuche dominiert. Ihnen sind Esche, Feldahorn, Sommerlinde, Elsbeere, Vogelkirsche, Wildapfel, Roter Hartriegel, Pfaffenhütchen, Rote Heckenkirsche, Gemeine Hasel und Weißdorne beigemischt. In der Krautschicht siedeln Pfirsichblättrige Glockenblume, Maiglöckchen, Waldlabkraut, Waldbingelkraut, Stattliches Knabenkraut, Echte Schlüsselblume und Schwalbenwurz.
In den Auwäldern im Bereich des Bremkebachs stocken Schwarzerle, Gewöhnliche Esche und Stieleiche, zu denen sich Gemeine Hasel und Gewöhnlicher Schneeball gesellen. In der Krautschicht siedeln Bitteres Schaumkraut, Hängende Segge, Winkelsegge, Rasenschmiele, Riesenschwingel, Mittleres Hexenkraut, Sumpfpippau, Wechselblättriges Milzkraut, Großes Springkraut, Hohe Schlüsselblume, Blutampfer, Hainsternmiere, Kleiner Baldrian und Bergehrenpreis.
Die Wälder im Naturschutzgebiet verfügen über einen hohen Alt- und Totholzanteil.
Die offenen Kalktrockenrasen beherbergen bedeutende Orchideenvorkommen. So sind hier Mückenhändelwurz, Bienenragwurz, Fliegenragwurz, Braunrote Stendelwurz, Helmknabenkraut und Dreizähniges Knabenkraut zu finden. Weiterhin siedeln hier Schopfige Kreuzblume, Wiesensalbei, Kleiner Wiesenknopf, Taubenskabiose, Arzneithymian, Fiederzwenke, Aufrechte Trespe, Golddistel, Stengellose Kratzdistel, Skabiosenflockenblume, Kreuzenzian, Fransenenzian, Deutscher Fransenenzian, Wundklee, Großes Schillergras und Kalkblaugras. Teilweise sind die Trockenrasen mit Wacholder, Rotem Hartriegel, Eingriffeligem Weißdorn, Kreuzdorn, Schlehdorn, Hunds- und Weinrose verbuscht.
Stellenweise sind magere Flachland-Mähwiesen ausgebildet, dies insbesondere an weniger stark geneigten Unterhängen. Die artenreichen Mähwiesen bzw. Extensivweiden beherbergen Heilziest, Gewöhnliches Zittergras, Aufrechte Trespe, Wiesenschaumkraut, Wiesenflockenblume, Skabiosenflockenblume, Herbstzeitlose, Wiesenpippau, Wilde Möhre, Wiesenlabkraut, Echtes Labkraut, Flaumiger Wiesenhafer, Wiesenbärenklau, Wiesenwitwenblume, Wiesenplatterbse, Magerwiesenmagerite, Feldhainsimse, Hopfenklee, Große Bibernelle, Mittlerer Wegerich, Hainhahnenfuß, Blutwurz, Echte Schlüsselblume, Scharfer Hahnenfuß, Goldhahnenfuß, Knolliger Hahnenfuß, Wiesensalbei, Kleiner Wiesenknopf, Grassternmiere, Kleiner Klee, Rotklee, Wiesenbocksbart, Wiesengoldhafer, Vogelwicke und Zaunwicke.
Das Naturschutzgebiet ist Lebensraum unter anderem für Wildkatze, Haselmaus, verschiedene Fledermausarten, darunter das Große Mausohr, verschiedene Vögel, darunter Uhu, Rotmilan, Schwarzmilan, Wanderfalke, Schwarzstorch, Schwarzspecht, Grauspecht und Neuntöter und Amphibien wie den Kammmolch. Die Trockenrasen beherbergen Reptilien wie Zauneidechse und Schlingnatter und haben besondere Bedeutung für verschiedene Schmetterlinge, darunter Skabiosen-Scheckenfalter, Schlüsselblumen-Würfelfalter, Kreuzenzian-Ameisenbläuling und Zwergbläuling.